# 香芝站
香芝站（日语：／ Kashiba eki */?）是位於奈良縣香芝市下田西一丁目1番地，西日本旅客鐵道（JR西日本）的和歌山線車站。

## 歷史
- 1891年（明治24年）3月1日 - 大阪鐵道 (第一代)（日语：大阪鉄道 (初代)）王寺站至高田站之間開通，下田站啟用[1]。
- 1900年（明治33年）6月6日 - 關西鐵道繼承大阪鐵道路線，成為關西鐵道車站[1]。
- 1907年（明治40年）10月1日 - 關西鐵道被國有化（日语：鉄道国有法），成為帝國鐵道廳車站[1]。
- 1909年（明治42年）10月12日 - 制定路線名稱，成為和歌山線車站[1]。
- 1987年（昭和62年）4月1日 - 伴隨國鐵分割民營化，車站由西日本旅客鐵道（JR西日本）營運[1][2]。
- 2003年（平成15年）11月1日 - 車站開始可以使用IC卡「ICOCA」[3]。設置了簡易型自動閘機。
- 2004年（平成16年）3月13日 - 站名改名為香芝站[1][4]。

## 車站構造
本站是地面車站，設有1面1面1線的單式月台和1面2線的島式月台，共有2面3線的月台。月台高度沒有提高，車廂地面高於月台。站房鄰接1號月台。各月台之間設有跨線橋連接。
此站是由王寺鐵道部管理的業務委託車站，委托了JR西日本交通服務負責車站業務。此站設有綠色窗口。曾經此站全日設有職員當值，現時於早上、下午和晚間設有無人當值時段。站内設有自動售票機和供IC卡「ICOCA」與共互相使用的IC卡使用的簡易閘機。閘口內設有廁所。

### 月台
| 月台 | 路線     | 上下行 | 方向                     |
| ---- | -------- | ------ | ------------------------ |
| 1    | 和歌山線 | 上行   | 王寺、天王寺、JR難波方向 |
| 2    | 和歌山線 | 上下行 | 待避線                   |
| 3    | 和歌山線 | 下行   | 高田、櫻井、五條方向     |

所有月台均可容納6卡車廂。1號月台為上行本線，2號月台為中線，3號月台為下行本線。2號月台原則沒有營業列車使用。只有不載客列車或臨時列車使用。
在「下田站」時代，為了區別青森縣東北本線（現時：青森鐵道線）下田站，因此車票上會記載「（和）下田」。

## 使用狀況
根據「奈良縣統計年鑑」，以下為1日平均乘車人次：
| 年度   | 1日平均 乘車人次 |
| ------ | ---------------- |
| 2001年 | 1,900            |
| 2002年 | 1,833            |
| 2003年 | 1,846            |
| 2004年 | 1,746            |
| 2005年 | 1,761            |
| 2006年 | 1,812            |
| 2007年 | 1,833            |
| 2008年 | 1,850            |
| 2009年 | 1,811            |
| 2010年 | 1,790            |
| 2011年 | 1,668            |
| 2012年 | 1,664            |
| 2013年 | 1,669            |
| 2014年 | 1,593            |
| 2015年 | 1,584            |
| 2016年 | 1,572            |
| 2017年 | 1,608            |

此站取自市名「香芝」，但是此站不是香芝市的中心車站，周邊沒有大規模辦工大樓與商業設施，附近主要的居民會使用此站通勤上學。而香芝市實際上的中心車站是在近鐵大阪線的五位堂站，而距離市政廳最近車站是近鐵下田站。此站雖然鄰近真美丘新城，但是由於連接該處的道路此較狹窄，因此不便前往該處。

## 車站周邊
- 香芝市政廳
- 香芝郵局（日语：香芝郵便局）
- 鹿嶋神社
- 國道168號（日语：国道168号）
- 近鐵下田站（近鐵大阪線） - 西南方步行5分鐘。
- JA銀行（日语：JAバンク）香芝分店

## 巴士路線
香芝市需求交通
在市內設有約280個乘車處（政府相關設施、銀行、郵局、商業設施、醫療設施、車站等），已登記的人士（只限香芝市市民）可從自身住宅直接前往這約280個乘車處。星期六及假日暫停服務。

## 相鄰車站
西日本旅客鐵道（JR西日本）
 和歌山線
■快速（直通至大和路線）、■普通
志都美－香芝－JR五位堂

## 注腳
1. 1 2 3 4 5 6 7  曾根悟（監修）. 朝日新聞出版分冊百科編集部（編集） , 编. . 週刊朝日百科. 42号 阪和線・和歌山線・桜井線・湖西線・関西空港線. 朝日新聞出版. 2010-05-16: 20–21 （日语）.
2. ↑  『交通年鑑 昭和63年版』 交通協力會，1988年3月。
3. ↑  「ICOCA」いよいよデビュー! 〜 平成15年11月1日（土）よりサービス開始いたします 〜（日語）（互聯網檔案館） - 西日本旅客鐵道新聞稿 2003年8月30日
4. ↑  和歌山線下田・高田間新駅の開業および下田駅駅名変更（日語）（互聯網檔案館）- 西日本旅客鐵道新聞稿 2003年12月12日

## 外部連結
- 香芝｜車站資訊：JR出門網 - 西日本旅客鐵道（日語）